# Aiar
Aiar (em búlgaro: Айяр; romaniz.: Ajjar ou Ayyar) foi um imperador do Primeiro Império Búlgaro e reinou numa data imprecisa algures entre 695 e pelo menos até 715. Foi antecedido no trono por Tervel, e sucedido por Cormésio.